# (90851) 1996 GX
(90851) 1996 GX es un asteroide perteneciente al cinturón de asteroides, descubierto el 7 de abril de 1996 por el equipo del Beijing Schmidt CCD Asteroid Program desde la Estación Xinglong, Hebei, China.

## Designación y nombre
Designado provisionalmente como 1996 GX.

## Características orbitales
(90851) 1996 GX está situado a una distancia media del Sol de 2,210 ua, pudiendo alejarse hasta 2,381 ua y acercarse hasta 2,038 ua. Su excentricidad es 0,078 y la inclinación orbital 5,751 grados. Emplea 1199,94 días en completar una órbita alrededor del Sol.

## Características físicas
La magnitud absoluta de (90851) 1996 GX es 16,48. 